# Wee Chong Jin
Wee Chong Jin (chiń. 黄宗仁; pinyin Huáng Zōngrén; ur. 28 września 1917 w George Town w stanie Penang, zm. 5 czerwca 2005 w Singapurze) – singapurski prawnik i sędzia, w latach 1963–1990 prezes Sądu Najwyższego, tymczasowy prezydent Singapuru w 1985 roku.

## Życiorys
Urodził się w 28 września 1917 w George Town w stanie Penang, jako syn przedsiębiorcy Wee Gim Puaya oraz Lim Paik Yew.
Do 1935 uczył się w Penang Free School, następnie od 1935 studiował w Anglii. W 1938 roku ukończył z wyróżnieniem studia prawnicze w St John’s College na Uniwersytecie Cambridge uzyskując tytuł bakałarza. W czasie studiów grał z sukcesami w krykieta i badmintona. W 1940 powrócił do Penang, gdzie kontynuował rozpoczętą w Wielkiej Brytanii karierę adwokacką. W 1957 roku został sędzią.
Od 1963 do 2002 pełnił funkcję prezesa singapurskiej federacji golfowej.
5 stycznia 1963 został prezesem singapurskiego Sądu Najwyższego, urząd sprawował przez przeszło 27 lat. Był pierwszym Singapurczykiem i Azjatą na tym stanowisku, sprawowanym w czasach administracji brytyjskiej tylko przez Brytyjczyków.
27 marca 1985, po ustąpieniu w atmosferze skandalu prezydenta Devana Naira sprawował przez dwa dni urząd prezydenta Singapuru. Od 29 marca funkcję tymczasowego prezydenta przejął speaker Parlamentu Singapuru Yeoh Ghim Seng, który sprawował ten urząd do 2 września 1985, gdy nowym prezydentem został Wee Kim Wee.
27 września 1990 ustąpił ze stanowisku prezesa Sądu Najwyższego, jego następcą został Yong Pung How. Był najdłużej pełniącym taki urząd w całej brytyjskiej Wspólnocie Narodów.
Od 1992 aż do śmierci sprawował funkcję przewodniczącego Prezydenckiej Rady ds. Harmonii Religijnej (Presidential Council for Religious Harmony).
Zmarł 5 czerwca 2005 w Singapurze w wyniku powikłań po operacji.

## Życie prywatne
Był żonaty z Cecilią Mary Henderson, mieli czworo dzieci: Veronicę, Laurence’a, Johna i Patricka.